# Ectabola fuscopilleata
Ectabola fuscopilleata är en fjärilsart som beskrevs av Bland 1975. Ectabola fuscopilleata ingår i släktet Ectabola och familjen äkta malar.
Artens utbredningsområde är Nigeria. Inga underarter finns listade i Catalogue of Life.